# Großer Gleichberg
Der Große Gleichberg ist mit 679 m ü. NHN der höhere und südliche der beiden singulären Gleichberge östlich Römhilds in der Landschaft Grabfeld im Landkreis Hildburghausen, im fränkisch geprägten Teil Thüringens. Er entstand im tertiären Vulkanfeld der Heldburger Gangschar und ist ihr höchster heutiger Zeuge.

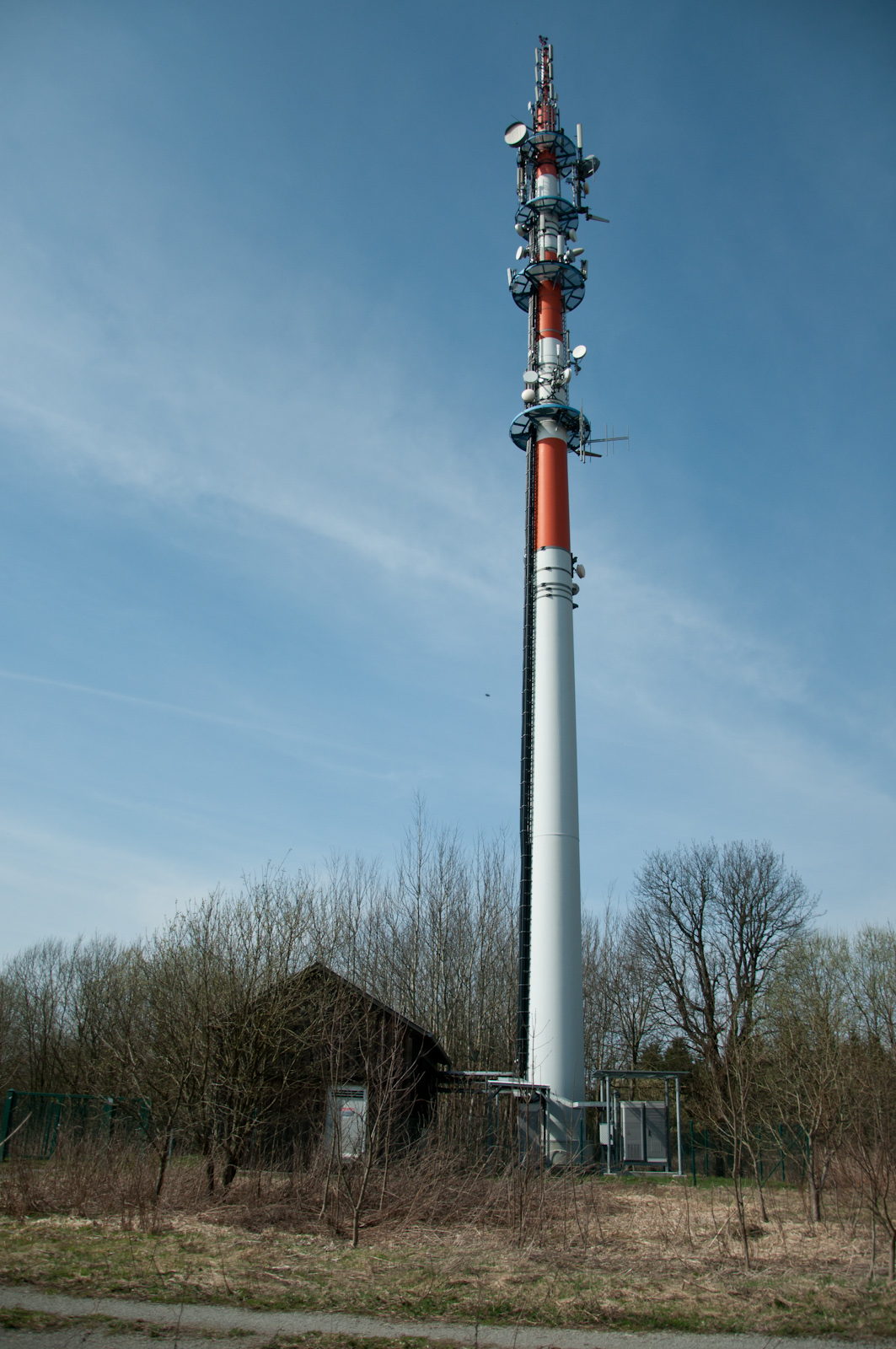
Sendemast auf dem großen Gleichberg

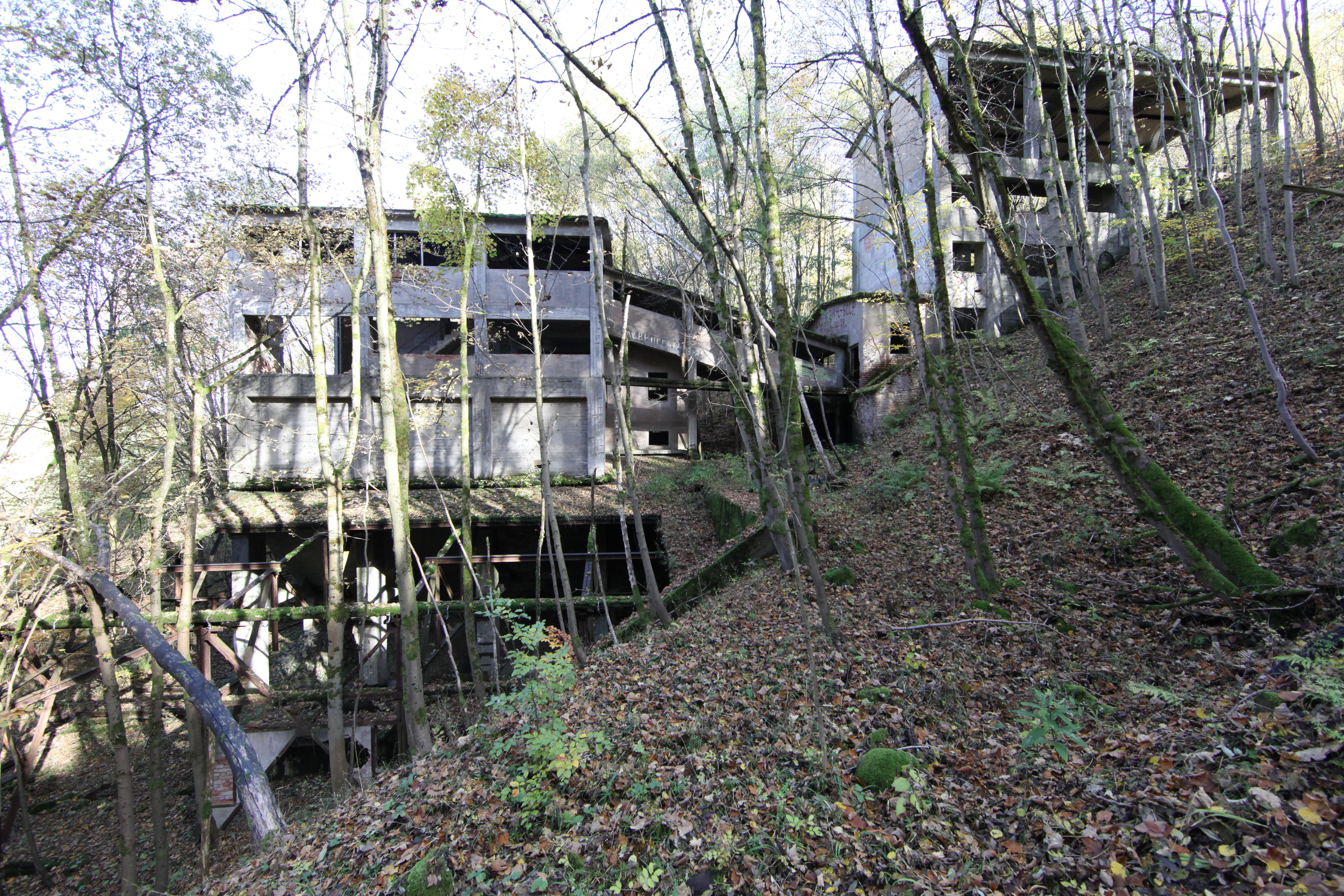
Brecherwerk Römhilder Steinbruch

Mit einer Dominanz von fast 20 Kilometern und einer Prominenz von knapp 300 Metern gehört der Große Gleichberg zu den erhabensten Bergen Thüringens.
Er befindet sich vollständig im Flusseinzugsgebiet der Milz, und somit der Fränkischen Saale, des Mains und des Rheins. Die Milz umfließt den Berg im Osten, Süden und Südwesten. Im Norden schließt sich der Kleine Gleichberg an.
Die umgebenen Ortschaften sind: Zellfeld im Nordosten, Roth im Osten, Simmershausen und Gleicherwiesen im Südosten, Gleichamberg im Süden, Hindfeld und Milz im Südwesten, Römhild im Westen, und Haina im Nordwesten.

## Geschichtliches
Zu Zeiten des Kalten Krieges, von 1968 bis 1991, befand sich auf seinem Gipfel ein militärisches Sperrgebiet mit einer Funk- und Radarstation der sowjetischen Streitkräfte. 1942 zum Landschaftsschutzgebiet erklärt, steht heute der Große Gleichberg unter Naturschutz. Auf seinem Gipfel befindet sich ein ehemaliger Fernsehumsetzer, der den Südwesten Thüringens und grenznahe Bereiche Bayerns mit Fernsehen versorgte und heute nur noch dem Mobilfunk dient.
Am Großen Gleichberg wurde in zwei Steinbrüchen, dem Gleichamberger Steinbruch und dem Römhilder Steinbruch Basalt abgebaut. Der Römhilder Steinbruch wurde von 1901 bis 1968 betrieben, die Ruinen der Brecherwerke sind noch vorhanden (Stand: 2013). Im Gleichamberger Steinbruch waren von 1897 bis 1981 maximal 140 Arbeiter im Jahr 1927 tätig. Es gab jeweils eine Seilbahn mit denen der Basalt in Loren zu den Basaltwerken in Römhild am Bahnhof und nach Gleichamberg transportiert wurde. In der Waldhaussiedlung, im Sattel der beiden Gleichberge, befand sich eine Winkelstation in der die Römhilder Seilbahn die Richtung änderte. Sie war gleichzeitig ein Sägewerk.
In der Zeit des Nationalsozialismus befand sich von August 1943 bis März 1945 im Römhilder Steinbruch ein Arbeitserziehungslager, in dem maximal etwa 400 „vertragsbrüchige fremdvölkische“ Zwangsarbeiter interniert waren. Die Häftlinge mussten im Basaltbruch oder im Basaltwerk am Römhilder Bahnhof arbeiten. Außerdem wurden sie beim Bau von Bunkern und Stellungen in Mendhausen eingesetzt sowie zeitweise im Bereich von Handwerk und Gewerbe in Römhild und Umgebung.
Es muss von mindestens 500 Häftlingen ausgegangen werden, die im Lager oder auf dem Evakuierungsmarsch im Jahr 1945 gestorben sind. Dazu zählen 25 bis 92 marschunfähige Häftlinge, die in einer Sandhöhle am Osthang des Großen Gleichbergs erschossen wurden. Anschließend wurde der Höhleneingang gesprengt, wodurch das Massengrab erst Ende Januar 1947 gefunden wurde.
Nach den offiziellen Todeslisten wurden bis Ende März 1945 auf dem unteren Waldfriedhof am Osthang des Großen Gleichberges 44, auf dem oberen Waldfriedhof 64 und auf dem städtischen Friedhof, wo ein Mahnmal auf einem Ehrenhain steht, 61 Häftlinge bestattet.

## Weg des Gedenkens

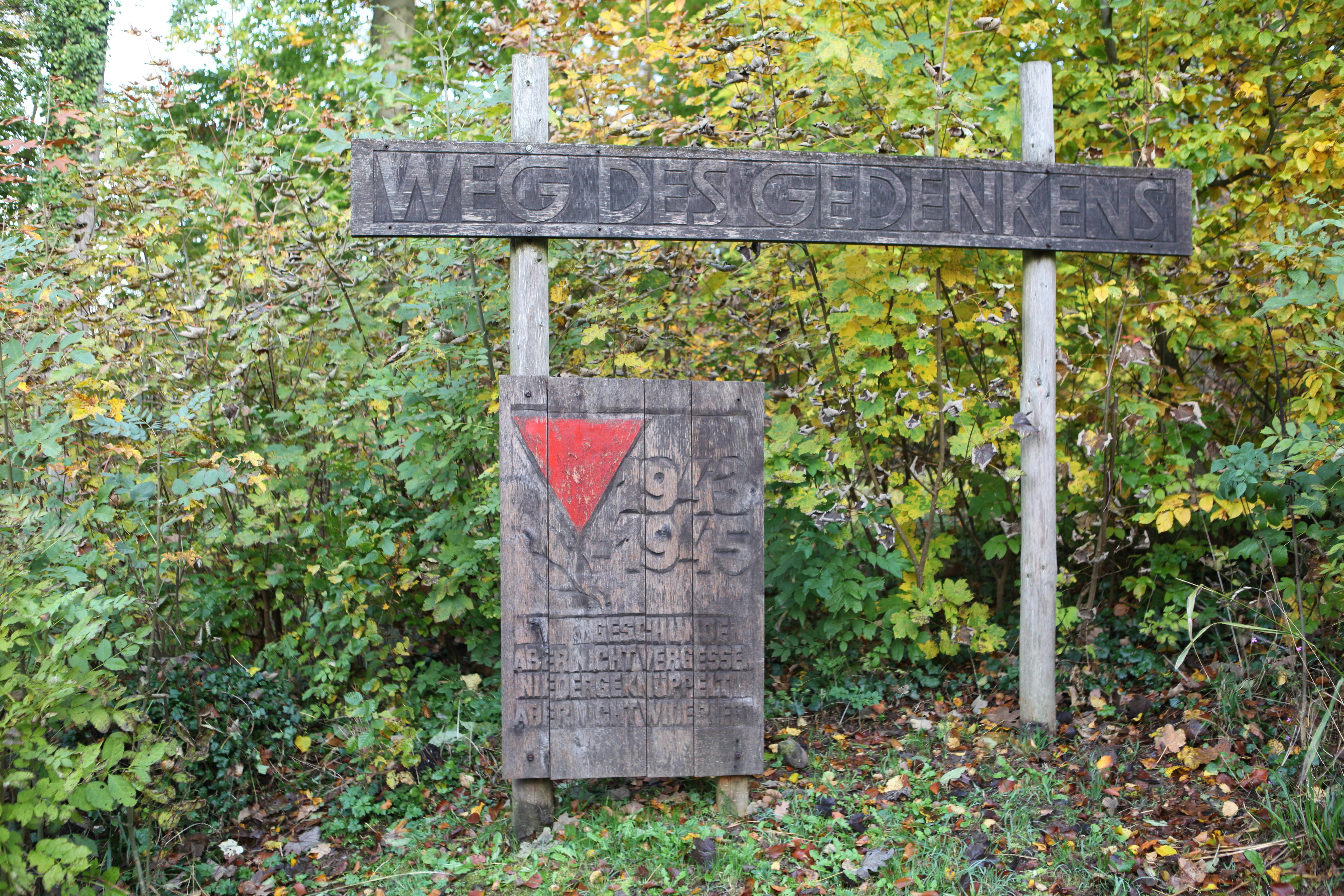
Weg des Gedenkens
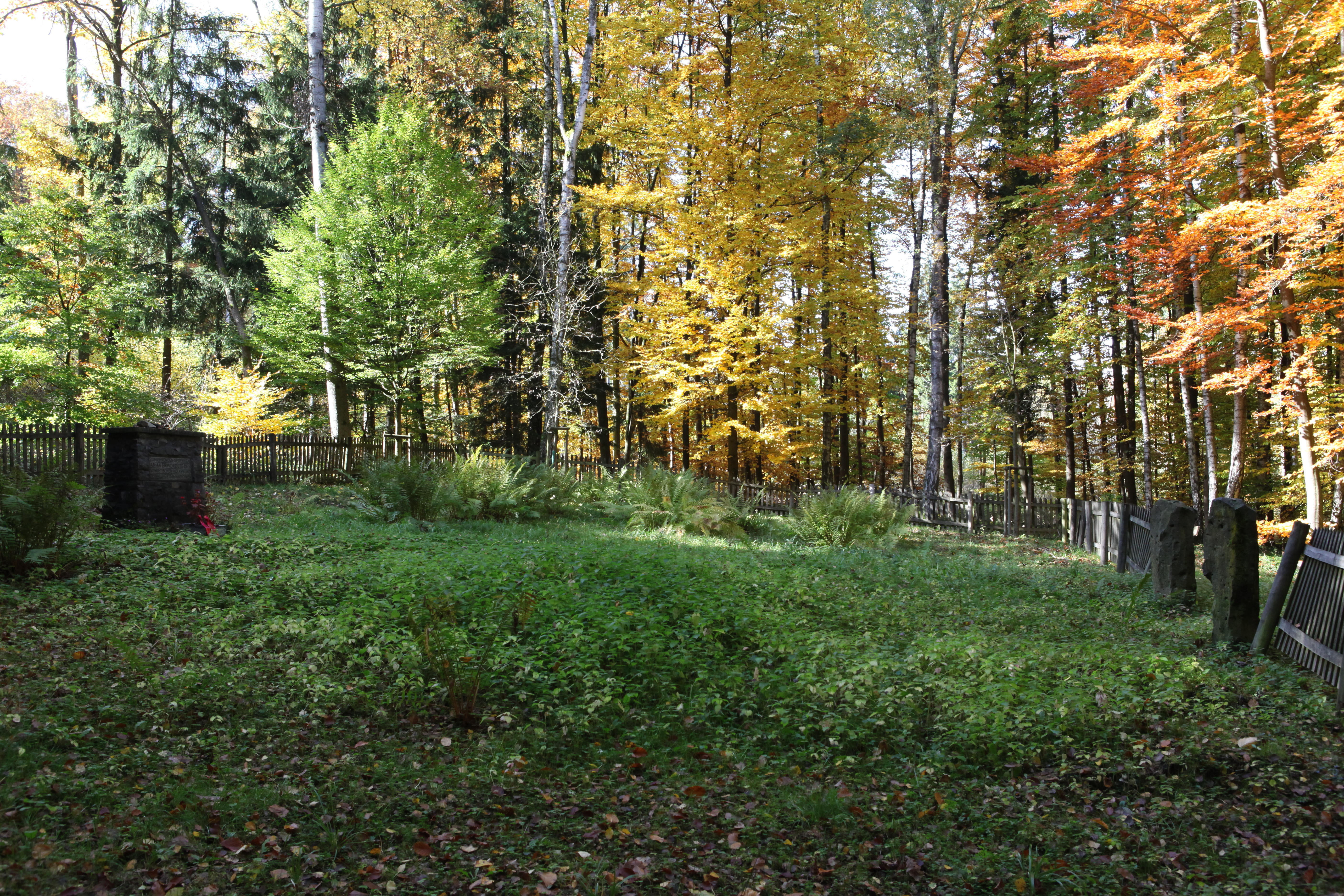
Unterer Friedhof (⊙)
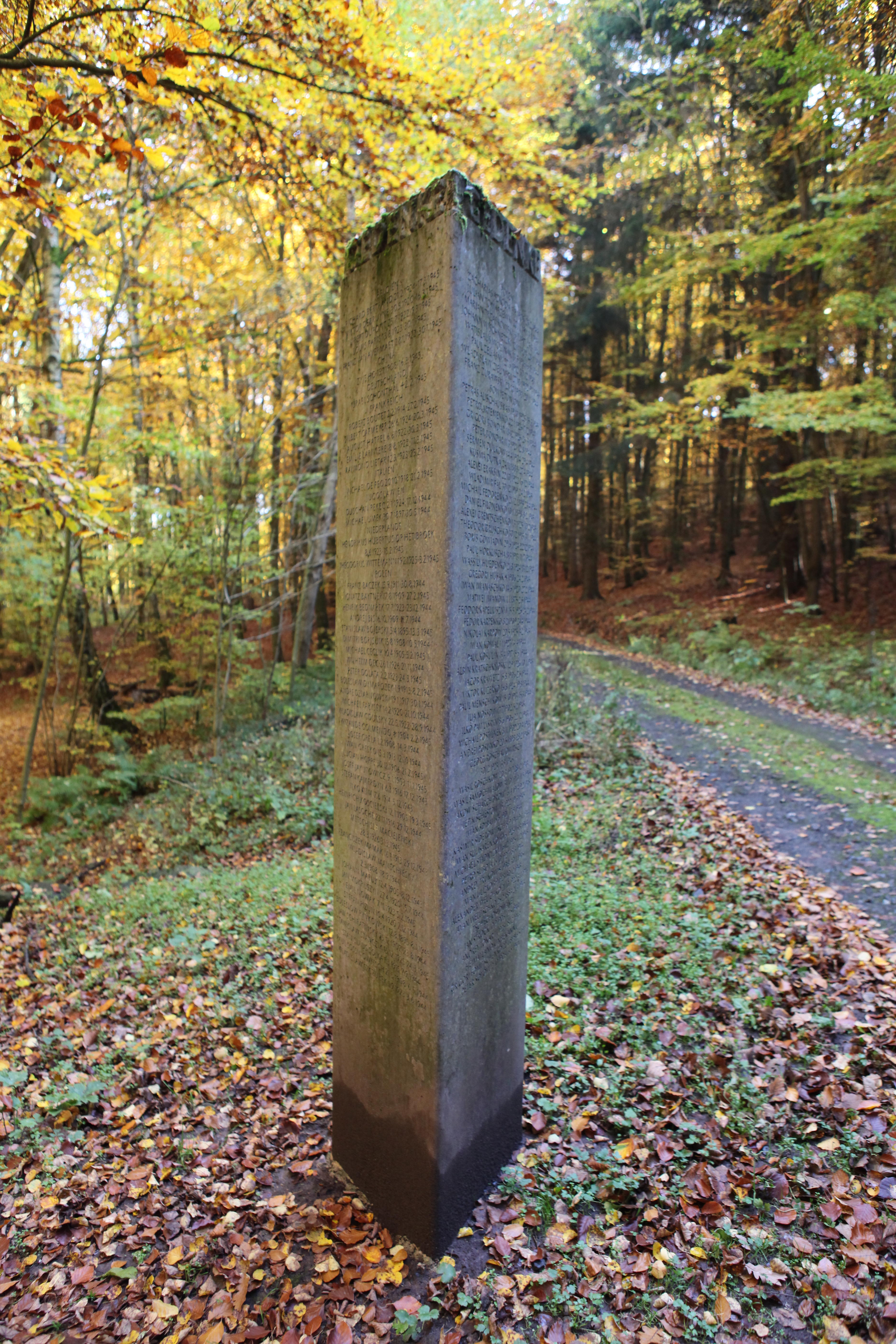
Gedenkstele (⊙)
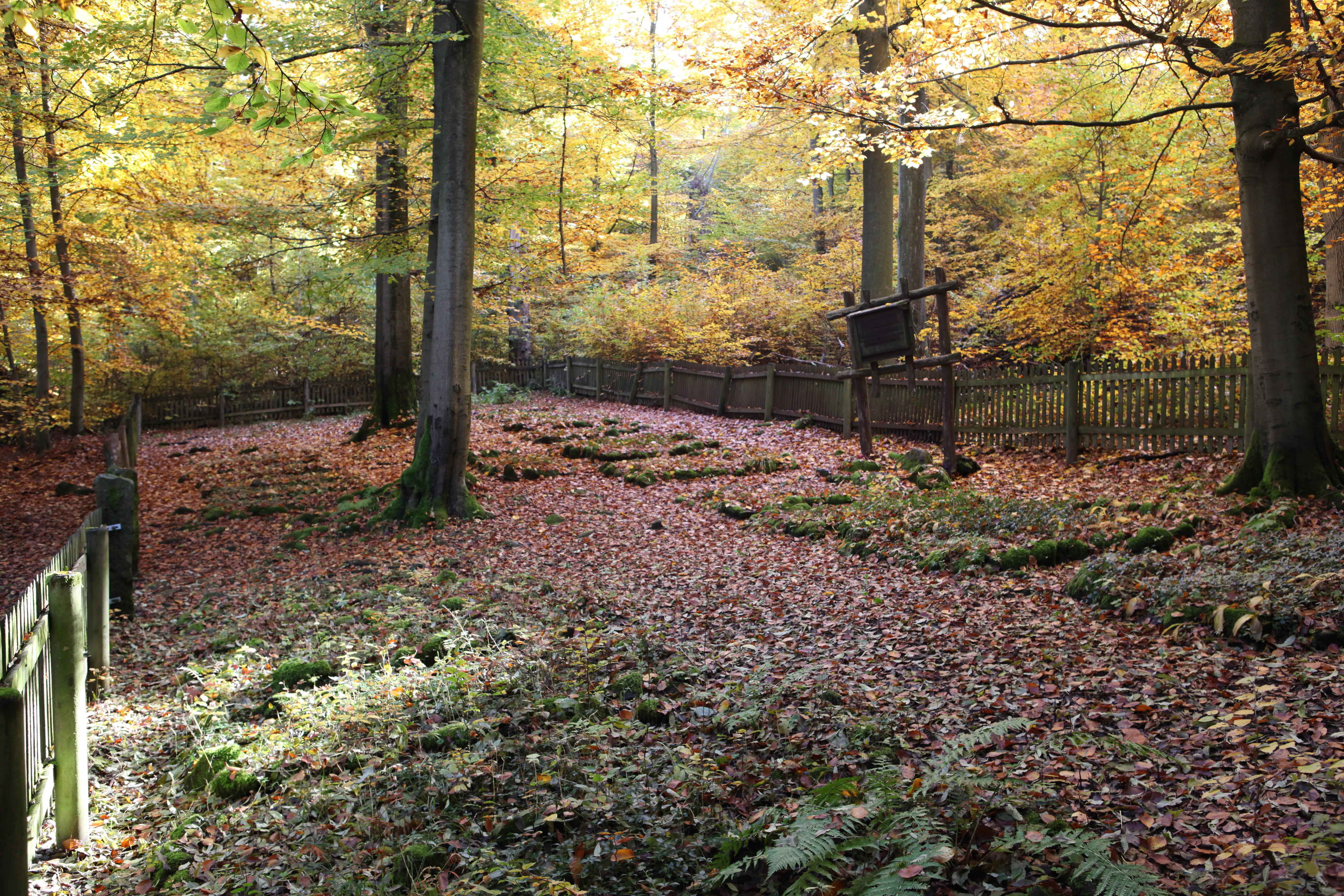
Oberer Friedhof (⊙)
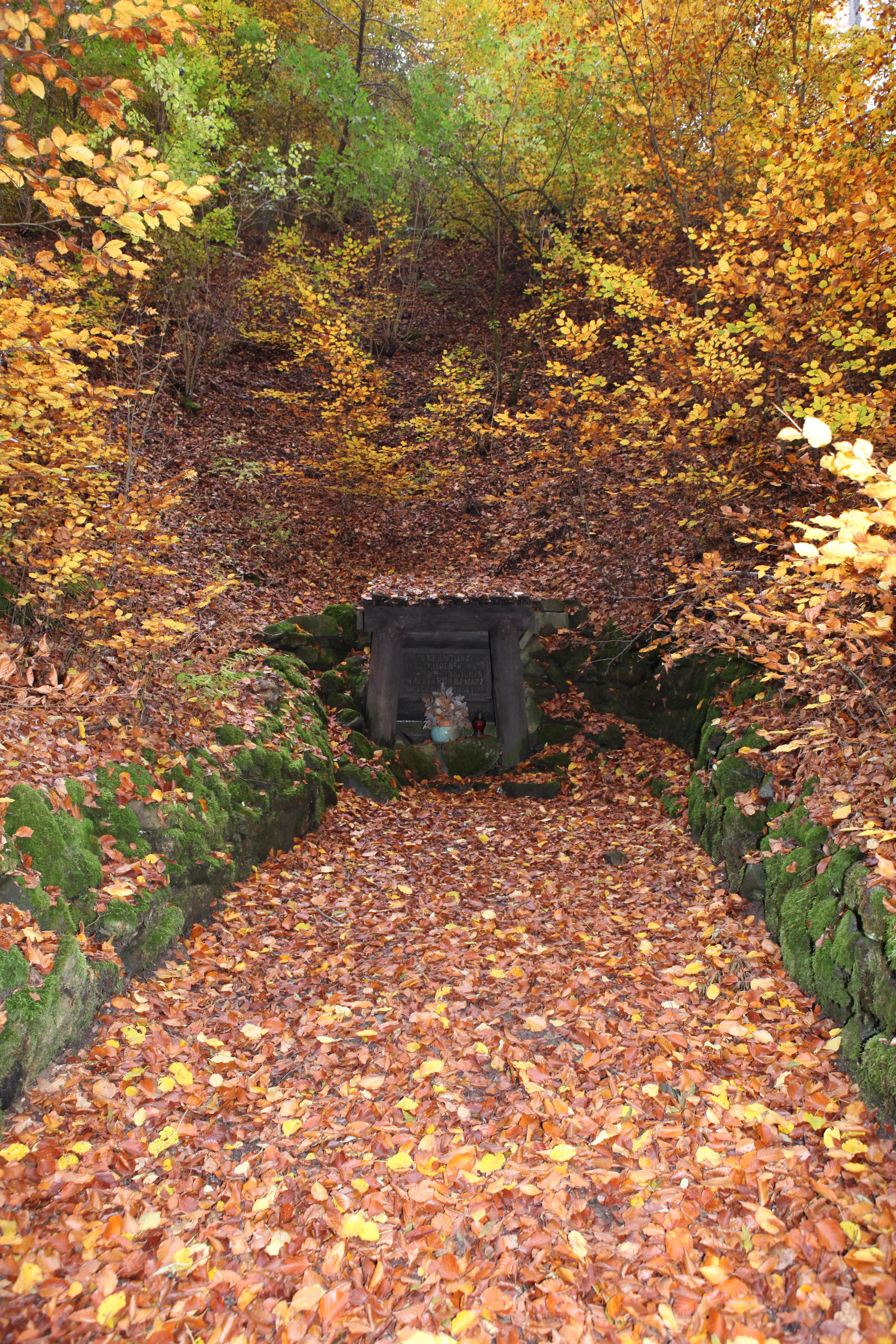
Sandstollen (⊙)